# Ludwig Vandenhove
Ludwig Joseph Antoine Ghislain Vandenhove est un homme politique belge né à Saint-Trond le 10 décembre 1959 et membre du Socialistische Partij-Anders.

## Carrière politique
Ludwig Vandenhove est élu conseiller communal de Saint-Trond entre 1989 et 1995, à partir de quand il devient bourgmestre.
Le 2 décembre 1999, il devient député fédéral de la 50e législature en remplacement d'Eddy Baldewijns, démissionnaire le 1er décembre 1999. Son mandat se termine le 18 mai 2003.
Lors des élections du 18 mai 2003, Ludwig Vandenhove est élu sénateur.
Le 28 juin 2007, il redevient député fédéral, cette fois en étant élu (élections du 10 juin 2007). Il est, au sein de cette 52e législature :
- Président de la Commsission de la Défense nationale
- Membre effectif de la Commission de l'Intérieur, des Affaires générales et de la Fonction publique
- Membre effectif de la Commission spéciale chargée de l'accompagnement parlementaire du Comité permanent de contrôle des Services de Police
- Membre suppléant de la Commission de la Justice
- Membre suppléant de la Commission de la Santé publique, de l'Environnement et du Renouveau de la Société
- Membre suppléant de la Commission des Finances et du Budget

Le 13 juin 2010, il ne sera pas réélu.

## Honneur
- Chevalier de l'Ordre de Léopold

## Référence
- Ludwig Vandenhove sur le site de la Chambre des représentants